# Prisoner (Miley Cyrus)
Prisoner è un singolo della cantante statunitense Miley Cyrus e della cantante britannica Dua Lipa, pubblicato il 20 novembre 2020 come secondo estratto dal settimo album in studio Plastic Hearts.

## Descrizione
Il brano, che vede la partecipazione della cantante britannica Dua Lipa, appartiene al dance punk e al dance rock. Lipa ha in seguito incluso la canzone nella ristampa del suo secondo album in studio, Future Nostalgia: The Moonlight Edition.

## Video musicale
Il video musicale, diretto dalla stessa Cyrus assieme ad Alana O'Herlihy, è stato reso disponibile sul canale YouTube di Cyrus in concomitanza con l'uscita del singolo. Il video ha ricevuto due candidature agli MTV Video Music Awards 2021 come Miglior collaborazione e Miglior montaggio.

## Tracce
Testi e musiche di Miley Cyrus, Andrew Wotman, Jordan K. Johnson, Marcus Lomax, Stefan Johnson, Ali Tamposi, Jonathan Bellion, Michael Pollack e Dua Lipa.
Download digitale
1. Prisoner (feat. Dua Lipa) – 2:49

Download digitale – Jax Jones Remix
1. Prisoner (feat. Dua Lipa) (Jax Jones Remix) – 3:46

## Formazione
Musicisti
- Miley Cyrus – voce, cori di sottofondo
- Dua Lipa – voce aggiuntiva, cori di sottofondo
- Jon Bellion – cori di sottofondo
- Michael Pollack – cori di sottofondo
- Andrew Watt – cori, basso, chitarra, tastiera
- Monsters & Strangerz – tastiera, programmazione

Produzione
- Andrew Watt – produzione
- Monsters & Strangerz – produzione
- Paul LaMalfa – ingegneria del suono
- Randy Merrill – mastering
- Șerban Ghenea – missaggio
- John Hanes – assistenza al missaggio

## Classifiche

### Classifiche settimanali
| Classifica (2020-21) | Posizione massima |
| -------------------- | ----------------- |
| Argentina            | 48                |
| Australia            | 13                |
| Austria              | 15                |
| Belgio (Fiandre)     | 27                |
| Belgio (Vallonia)    | 31                |
| Bulgaria             | 1                 |
| Canada               | 17                |
| Croazia              | 1                 |
| Danimarca            | 18                |
| Finlandia            | 15                |
| Francia              | 76                |
| Germania             | 20                |
| Grecia               | 5                 |
| Irlanda              | 5                 |
| Islanda              | 19                |
| Italia               | 34                |
| Libano               | 19                |
| Lituania             | 4                 |
| Norvegia             | 11                |
| Nuova Zelanda        | 24                |
| Paesi Bassi          | 20                |
| Perù                 | 93                |
| Polonia              | 11                |
| Portogallo           | 13                |
| Regno Unito          | 8                 |
| Repubblica Ceca      | 14                |
| Romania              | 69                |
| Singapore            | 27                |
| Slovacchia           | 10                |
| Slovenia             | 8                 |
| Spagna               | 26                |
| Stati Uniti          | 54                |
| Svezia               | 23                |
| Svizzera             | 11                |
| Ungheria             | 7                 |

### Classifiche di fine anno
| Classifica (2021) | Posizione |
| ----------------- | --------- |
| Canada            | 72        |
| Croazia           | 34        |
| Danimarca         | 90        |
| Germania          | 90        |
| Polonia           | 60        |
| Portogallo        | 151       |
| Regno Unito       | 82        |
| Ungheria          | 53        |